# Gunnar Andrén
Gunnar Andrén (ur. 9 stycznia 1946 w Eksjö) – szwedzki polityk Ludowej Partii Liberałów, dziennikarz, od 2002 poseł do Riksdagu.